# Paratamboicus geniculata
Paratamboicus geniculata is een hooiwagen uit de familie Sclerosomatidae.